# Турсунов, Алмат Жанабильевич
Алма́т Жанаби́льевич Турсу́нов (род. 17 января 1966, село Карасу, Костанайская область) — казахстанский предприниматель, изобретатель, организатор сельскохозяйственного производства, член Совета национальных инвесторов при Президенте РК (2007—2011), генеральный директор ТОО «ТПК „Карасу“»; Герой Труда Казахстана (2016), член клуба меценатов Костанайской области.

## Биография
Родился 17 января 1966 года в селе Карасу Карасуского района Костанайской области, там же окончил среднюю школу.
Окончил Акмолинский аграрный университет им. С.Сейфулина, в 2000 году — Казахскую государственную академию управления по специальности — «международные экономические отношения».
Работал тренером Карасуской детско-юношеской спортивной школы (1989), комбайнёром, инженером совхоза Тюнтюгурский (1990).
С 1991 года — заместитель председателя Фонда молодёжной инициативы Карасуского района, директор малого предприятия «Жастар», с 1996 — генеральный директор АО АТП «Карасуское». С 1999 года — президент ОАО «Карасу», с 2002 — генеральный директор ТОО «ТПК „Карасу“», занимающегося сельскохозяйственным производством.
В 1999 году разработал программу модернизации технологических процессов в земледелии, стал практиковать химический пар вместо многократных разрушительных для почвы механических обработок. С 2008 года осуществляет переход на нулевую технологию возделывания зерновых культур, обеспечивающую урожай даже в условиях засухи.
Является автором изобретения «Способ возделывания зерновых культур на паровых и залежных землях».
За счёт ТОО «ТПК „Карасу“» построены и капитально отремонтированы 50 жилых домов и более 140 квартир; открыты детско-юношеская спортивная школа, стадион, краеведческий музей, культурно-молодёжный центр в селе Карасу, культурно-спортивный комплекс в селе Восток, два детских сада в селах Восток и Карамырза, стадион «Жастар» и цветной фонтан в Костанае; проведена очистка русла реки Карасу протяжённостью 2,95 км.

### Семья
Отец — Турсунов Жанабиль Шаяхметович, участник Великой Отечественной войны .
Мать - Турсунова Зайтуна Уаповна.

## Награды
- Медаль «10 лет независимости Республики Казахстан» (2001)
- Медаль «За трудовое отличие» (2006)
- Медаль за меценатство (2006)
- Почётный диплом Президента Республики Казахстан за благотворительную и спонсорскую деятельность в культурной и гуманитарной сферах в 2005-2006 годах (18 октября 2006 года)[6]
- Медаль «10 лет Астане» (2008)
- Медаль «Атамекен» 2-й степени (2008)
- Орден Петра Великого 1-й степени[7] (Москва, 2008) — за деятельность, направленную на укрепление российско-казахстанских отношений
- Орден «Звезда Содружества» (Москва, 2008) — за достижения в сфере международных отношений с экономическими кругами стран СНГ
- Международная медаль «Объединённая Европа» (Великобритания, Оксфорд, 2008) — за вклад в укреплении европейской интеграции
- Медаль «20 лет независимости Республики Казахстан» (2011)
- Орден «Курмет» (2012)
- нагрудный знак «20 лет полиции Казахстана» (2012)
- Герой Труда Казахстана (6.12.2016)[2]
- Орден «Отан» (2016)
- Медаль «25 лет независимости Республики Казахстан» (2016)